# 圣伯多禄圣亚历山大圣殿
圣伯多禄圣亚历山大圣殿（St. Peter und Alexander）是一座罗马天主教宗座圣殿，位于德国巴伐利亚州阿沙芬堡    山顶，可以欣赏阿沙芬堡市的美景。它是该镇最古老的教堂，建于 10 世纪，供奉圣伯多禄和圣亚历山大。目前的建筑体现了多种风格，中殿为12 世纪罗曼式风格，其他部分则采用早期哥特式风格。这座修道院教堂向公众开放，亦用作天主教堂区教堂。该堂列为巴伐利亚的历史古迹。
该堂以 马蒂亚斯·格吕内瓦尔德的文艺复兴绘画Beweinung Christi和 10 世纪的Triumphkreuz 而闻名 。博物馆展示了教堂的珍宝和其他历史文物。